# Hauptpost (Köln)
Das Hauptpostamt in Köln stand an der Straße An den Dominikanern in der Altstadt-Nord Stadtbezirk Innenstadt.

## Gebäude
Das auf Betreiben des Generalpostdirektors Heinrich von Stephan errichtete Gebäude wurde 1888–1893 auf den Grundmauern des Dominikanerklosters im Stil des Historismus erbaut. Es beherbergte das Hauptpostamt Köln, das Telegraphenamt Köln und außerdem die Oberpostdirektion Köln. Es entstand nach einem Entwurf der Technischen Bauabteilung des Reichspostamts in Berlin unter Leitung von August Kind und einem Fassaden-Entwurf des Architekten Karl Doflein. Am 15. November 1893 erfolgte die feierliche Übergabe im Beisein der höchsten Beamten der Reichspostverwaltung. Später erfolgte eine Erweiterung zur Unterbringung des Postscheckamts Köln. Die Oberpostdirektion Köln bezog neue Räumlichkeiten in der Neustadt-Nord, Clever Straße 32 / Wörthstraße.
Die ursprüngliche Fassade des Gebäudes musste schon in den 1920er Jahren wegen Bauschäden in vereinfachter Form renoviert werden. Während des Zweiten Weltkriegs 1943 schwer beschädigt, wurde das Gebäude komplett saniert und mit vereinfachter Werksteinfassade wiederaufgebaut.
Durch die Privatisierung der Deutschen Bundespost („Postreform“) wurden die Aufgaben der Oberpostdirektionen auf die Direktionen der einzelnen neuen Postdienstsparten übertragen.

## Heutige Nutzung
Das Gebäude wurde 1997–1998 für den Neubau einer exklusiven Seniorenresidenz abgerissen, wobei die behördliche Denkmalpflege wegen der stark veränderten Grundsubstanz des Bauwerks keine Einsprüche hatte.